# Гутов, Алексей Андреевич
Алексей Андреевич Гутов (род. 4 марта 1948) — советский хоккеист, советский и российский тренер, функционер.

## Биография
Воспитанник новосибирской «Сибири». В сезоне 1964/65 дебютировал за команду во второй группе класса «А», следующие шесть сезонов отыграл в первой группе. С сезона 1972/73 — в команде второй лиги «Спартак» Ташкент. Со следующего сезона клуб стал называться «Бинокор». Гутов в 1977 году завершил карьеру в командах мастеров, в 1978 году вошёл в тренерский штаб «Бинокора». В сезонах 1984/85 — 1986/87 — старший тренер клуба. Тренер (1987/88 — 1988/89) и главный тренер (1989/90) «Сибири». Тренер (1991/92) и президент (1993/94 — 1994/95) воскресенского «Химика». Тренер «Нефтяника» Альметьевск (1996/97). Генеральный менеджер «Сибири» (2001/20), с 27 октября по 10 ноября 2001 — исполняющий обязанности главного тренера клуба.
Победитель неофициального чемпионата Европы среди юниорских команд 1967 года. Серебряный призёр первого чемпионата Европы среди юниорских команд (1968).